# Salwador na Letnich Igrzyskach Paraolimpijskich 2012
Salwador na Letnich Igrzyskach Paraolimpijskich 2012 reprezentował 1 zawodnik.
Dla reprezentacji Salwadoru był to czwarty start w igrzyskach paraolimpijskich (poprzednio w 2000, 2004 i 2008 roku). Dotychczas żaden zawodnik nie zdobył paraolimpijskiego medalu.

## Kadra

### Lekkoatletyka
Konkurencje biegowe
| Zawodnik            | Konkurencja | Kwalifikacje | Kwalifikacje | Finał                  | Finał                  |
| Zawodnik            | Konkurencja | Wynik        | Poz.         | Wynik                  | Poz.                   |
| ------------------- | ----------- | ------------ | ------------ | ---------------------- | ---------------------- |
| Luis Morales Garcia | 100m kl.T54 | 17.62        | 7.           | nie zakwalifikował się | nie zakwalifikował się |